# Ostrovus
Ostrovus is een geslacht van steenvliegen uit de familie Perlodidae. De wetenschappelijke naam van het geslacht is voor het eerst geldig gepubliceerd in 1952 door Ricker.

## Soorten
Ostrovus omvat de volgende soorten:
- Ostrovus mitsukonis (Okamoto & Kohno, 1940)
- Ostrovus nikkoensis (Okamoto, 1912)